# Tricloruro de antimonio
El tricloruro de antimonio es el compuesto químico de fórmula SbCl3 . Es un sólido blando e incoloro con olor penetrante que los alquimistas llamaban manteca de antimonio.

## Preparación
El tricloruro de antimonio se prepara mediante la reacción del cloro con antimonio, tribromuro de antimonio, trióxido de antimonio o trisulfuro de antimonio. También se puede fabricar tratando trióxido de antimonio con ácido clorhídrico concentrado.

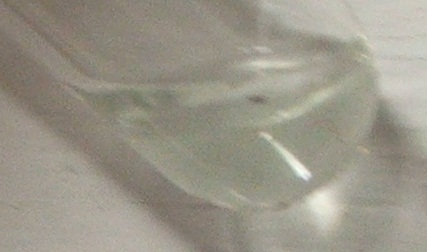
Solución de tricloruro de antimonio en ácido clorhídrico

El SbCl3 se hidroliza fácilmente y las muestras de este compuesto deben protegerse de la humedad. En contacto con una cantidad limitada de agua, forma oxicloruro de antimonio que libera cloruro de hidrógeno :
Con más agua se forma Sb
4O
5Cl
2 que al calentarse a 460° bajo argón se convierte en Sb
8O
11Cl
12 . 

## Usos
SbCl 3 es un reactivo para detectar vitamina A y carotenoides relacionados en la prueba de Carr-Price . El tricloruro de antimonio reacciona con el carotenoide para formar un complejo azul que puede medirse mediante colorimetría .
El tricloruro de antimonio también se ha utilizado como adulterante para potenciar el efecto lechoso de la absenta. Se ha utilizado en el pasado para disolver y eliminar los brotes córneos de los terneros sin tener que cortarlos.
También se utiliza como catalizador en reacciones de polimerización, hidrocraqueo y cloración, así como como mordiente y en la producción de otras sales de antimonio. Su solución se utiliza como reactivo analítico para el cloral, los aromáticos y la vitamina A.Tiene un gran potencial como catalizador de ácido de Lewis en la transformación orgánica sintética.
Una solución de tricloruro de antimonio en sulfuro de hidrógeno líquido es un buen conductor, aunque sus aplicaciones están limitadas por la temperatura y la presión necesarias para que el sulfuro de hidrógeno sea líquido.